# Задубров'є (Велізький район)
Задубров'є (рос. Задубровье) — присілок Велізького району Смоленської області Росії. Входить до складу Сітьковського сільського поселення.
Населення — 2 особи (2007 рік). 